# Skilandis

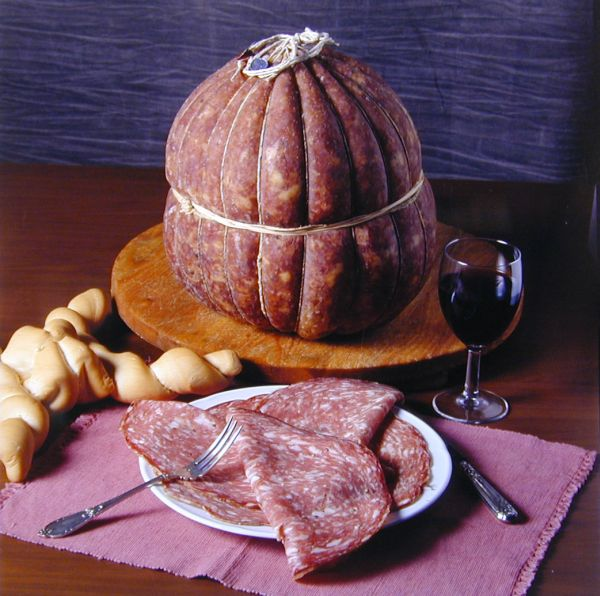
Skilandis.

El skilandis, a veces llamado kindziukas, es un estómago de cerdo relleno con carne picada mezclada con ajo, ahumado en frío y curado durante mucho tiempo. Es un plato tradicional en Lituania, con un aroma dulce y bastante caro. No se consume todos los días, estando considerado una delicia. Puede conservase durante mucho tiempo.
El skilandis tiene el estatus de Denominación de Origen Protegida por la Unión Europea.